# Châlus
Châlus é uma comuna francesa na região administrativa da Nova Aquitânia, no departamento de Alto Vienne. Estende-se por uma área de 27,98 km². Em 2010 a comuna tinha 1 658 habitantes (densidade: 59,3 hab./km²).